# Alessandro Turco
Alessandro Turco (Castrovillari, 16 gennaio 1869 – Castrovillari, 23 marzo 1956) è stato un politico italiano.

## Biografia
Esponente del Partito Popolare Italiano, viene eletto Deputato del Regno d'Italia nella XXII e XXIII legislatura.
Nel dopoguerra aderisce alla Democrazia Cristiana, con cui viene eletto all'Assemblea Costituente e poi nel 1948 al Senato nella I legislatura, conclude il proprio mandato parlamentare nel 1953.